# Psapharochrus pigmentatus
Psapharochrus pigmentatus är en skalbaggsart som först beskrevs av Bates 1861.  Psapharochrus pigmentatus ingår i släktet Psapharochrus och familjen långhorningar. Inga underarter finns listade i Catalogue of Life.